# Трубіно (Гагарінський район)
Трубіно (рос. Трубино) — присілок Гагарінського району Смоленської області Росії. Входить до складу Ашковського сільського поселення.